# Convenio sobre la eliminación de la violencia y el acoso en el mundo del trabajo
El Convenio sobre la eliminación de la violencia y el acoso es un convenio de la Organización Internacional del Trabajo, que reconoce el impacto de la violencia y el acoso en el mundo del trabajo. El Convenio fue aprobado el 10 de junio de 2019, en la centésima octava reunión de la OIT (reunión del Centenario). Fue aprobado por la mayoría de representantes de gobiernos, sindicatos y empresas de los 187 países miembros de la organización.  
El Convenio 190 reconoce que la violencia y el acoso en el mundo del trabajo afecta a todos los países, sectores, ocupaciones y modalidades laborales, y amenaza la dignidad, la seguridad, la salud y el bienestar de todas las personas. El Convenio 190 tiene un enfoque específico de género, reconociendo que existe una desigualdad de género estructural en la sociedad y por tanto, también en los espacios de trabajo, que se apoya en roles y estereotipos de géneros establecidos. 
El Convenio 190 es de aplicación tripartita, por lo que involucra tanto a Estados, como a organizaciones empleadoras y sindicatos, y se aplica a los sectores públicos o privados (empresas, organizaciones sociales, cooperativas, entre otras), dentro de la economía formal como informal, en zonas urbanas o rurales e incluye a los sindicatos como actores claves de su implementación. 

## Características
En el Artículo 1 del Convenio 190 de la OIT, se presenta la definición de violencia y acoso en el mundo del trabajo:
“Conjunto de comportamientos y prácticas inaceptables, o de amenazas de tales comportamientos y prácticas, ya sea que se manifiesten una sola vez o de manera repetida, que tengan por objeto, que causen o sean susceptibles de causar, un daño físico, psicológico, sexual o económico, e incluye la violencia y el acoso por razón de género”. 
De igual manera, se define a la «violencia y acoso por razón de género» como: 
“designa la violencia y el acoso que van dirigidos contra las personas por razón de su sexo o género, o que afectan de manera desproporcionada a personas de un sexo o género determinado, e incluye el acoso sexual”.
El Convenio 190 de la OIT promueve los derechos de las personas trabajadoras, a través de un enfoque inclusivo, integrado y de derechos, posibilitando la adopción de una estrategia integral a fin de aplicar medidas para prevenir y combatir la violencia y el acoso dentro de los espacios de trabajo. Reconoce el derecho de toda persona a trabajar en un espacio libre de violencia y acoso, y entiende que la violencia y el acoso en el mundo laboral pueden constituir una violación o un abuso a los derechos humanos, siendo incompatibles con el trabajo decente. Considera además que afecta a la salud psicológica, física y sexual de las personas, a su dignidad, y a su entorno familiar y social. 
Expone que la violencia y el acoso no se condice con la promoción de organizaciones sostenibles. Además, posee impactos significativos en los y las colaboradoras, los grupos de trabajo, las organizaciones y la comunidad, ya que estos impactos se trasladan a todos los ámbitos en donde las personas desarrollan su vida.
También, comprende que la violencia y el acoso por razón de género afectan de manera desproporcionada a las mujeres y las niñas, representando una amenaza para la igualdad de oportunidades. 
El Convenio posee una implementación progresiva. Es decir, promueve un proceso de transformación cultural dentro de las organizaciones y empresas; apostando al re aprendizaje de los vínculos, con una mirada reparatoria sobre las personas que atraviesan una situación o distintas situaciones de violencia. Asimismo, enfatiza en la formación y sensibilización, contribuyendo a la prevención sobre prácticas cotidianas laborales vinculadas a la violencia, y recuerda que las personas poseen la responsabilidad de promover un entorno general de tolerancia cero a dichos comportamientos.
Por último, considera que, la violencia doméstica, puede afectar al empleo, la productividad así como la seguridad y salud, y que, por lo tanto, los gobiernos, las organizaciones empleadoras, sindicatos y las instituciones del mercado de trabajo pueden contribuir, como parte de otras medidas, a reconocer, afrontar y abordar el impacto de la misma. 

### Recomendación 206
La Recomendación 206 brinda una guía detallada de sugerencias para implementar el Convenio 190 de la OIT: cambios en la legislación, prácticas nacionales y programas gubernamentales que contribuyan a prevenir y abordar la violencia y el acoso en el mundo del trabajo.
Dentro de esta recomendación, se menciona la importancia de la orientación, formación, protección y la prevención, invitando a los gobiernos a proteger a quienes trabajan, procurando garantizar que disfruten plenamente del derecho a trabajar en espacios libres de violencia, con énfasis en los sectores, ocupaciones y modalidades de trabajo más expuestos a la violencia y el acoso, tales como: trabajo nocturno, el trabajo que se realiza de forma aislada, el trabajo en el sector de la salud, la hostelería, los servicios sociales, los servicios de emergencia, el trabajo doméstico, el transporte, la educación y el ocio.
Frente a las situaciones de los distintos tipos de violencia ocurridas dentro de los espacios de trabajo, el Convenio 190 impulsa a tomar diversas medidas de prevención y sensibilización, reparación y resguardo correspondientes sobre los derechos de los y las trabajadoras. Algunos ejemplos pueden ser licencias remuneradas específicas, modalidades de trabajo flexibles, apoyos específicos individuales y la protección inmediata cuando la situación lo amerite.
Asimismo, el Convenio 190 apunta a garantizar el debido procedimiento en las investigaciones de violencia dentro de los espacios laborales, posicionándose desde la perspectiva de derechos, considerando a la violencia y al acoso laboral como una violación a los derechos humanos. No obstante, promueve un acompañamiento integral en todas las acciones a tomar, realizando una evaluación de los impactos y un seguimiento de la situación.

### Ámbito de aplicación
En el artículo 2, se expresa la protección a trabajadores y trabajadoras, cualquiera sea su relación contractual. Es decir, incluye a personas empleadas y desempleadas, personas en formación, voluntarias, personas en busca de empleo y postulantes. Así como también personal eventual, fuera de convenio, contratistas, proveedores, transportistas, etc. También, en el mismo artículo, menciona la aplicación del mismo a todos los sectores, público o privado, de la economía tanto formal como informal, en zonas urbanas o rurales.
Luego, en el Artículo 3, hace foco en garantizar su implementación en todos los lugares donde se transita el trabajo y sus vínculos laborales, inclusive en los espacios públicos y privados, urbanos o rurales, sitios de descanso vinculados a lo laboral, los comedores, en donde se utilizan instalaciones sanitarias o de aseo y en los vestuarios. También se incluye que la tolerancia cero a la violencia debe permanecer en los desplazamientos hacia y desde el trabajo, viajes, eventos, actividades sociales o de formación relacionados con el trabajo. Cabe destacar que su implementación también debe darse en el marco de las comunicaciones que estén relacionadas con el trabajo, incluidas las realizadas por medio de tecnologías de la información y de la comunicación.

## Ratificación
A febrero de 2024, el Convenio está ratificado por 38 países. Los países miembros tienen la importante responsabilidad de promover un entorno general de tolerancia cero frente a la violencia y el acoso dentro del mundo laboral. Los mismos son: 
- Albania
- Alemania
- Antigua y Barbuda
- Argentina
- Australia
- Bahamas
- Barbados
- Bélgica
- Canadá
- Chile
- Ecuador
- El Salvador
- España
- Fiji
- Francia
- Filipinas

- Grecia
- Irlanda
- Italia
- Irlanda del Norte
- Lesotho
- Macedonia del Norte
- Mauricio
- México

- Namibia
- Nigeria
- Noruega
- Panamá

- Papua
- Perú
- Portugal

- Reino Unido de Gran Bretaña
- República Centroafricana
- Rwanda
- San Marino
- Somalia
- Sudáfrica
- Uganda
- Uruguay

## Impactos
El Convenio implica un cambio de paradigma, porque trae una mirada nueva de la violencia laboral. Reconoce el derecho de todas las personas al trabajo libre de violencia y acoso, y reconoce, por primera vez, que la violencia y el acoso en el mundo laboral pueden constituir una violación a los derechos humanos siendo inaceptable e incompatible con el trabajo decente.
Algunos de los cambios significativos que trae su nueva mirada, son: considera que los comportamientos pueden producirse una vez o de manera repetida; que pueden tener por objeto, causar o ser susceptibles de causar un daño, es decir que un comportamiento puede no tener intencionalidad y ser considerado violento. También, incorpora las amenazas y no solamente el daño consumado.